# CNTROB
La centrobina è una proteina che nell'uomo è codificata dal gene CNTROB.
È una proteina associata al centriolo che si localizza in maniera asimmetrica nel centriolo figlio. È fondamentale per la duplicazione dei centrioli e per la citochinesi.